# Ayuntamiento de Miranda de Ebro
El Ayuntamiento de Miranda de Ebro es la institución que se encarga de gobernar la ciudad y el municipio español de Miranda de Ebro (Burgos). Está presidido por el alcalde, que desde 1979 es elegido democráticamente por sufragio universal.
El 27 de abril de 1915, el Ayuntamiento de Miranda de Ebro recibió el tratamiento de Excelentísimo por parte del rey Alfonso XIII de España.

## Alcaldes
| Periodo   | Nombre                                                           | Partido                                                       |
| --------- | ---------------------------------------------------------------- | ------------------------------------------------------------- |
| 1979-1983 | José Luis Anuncibay Fuentes                                      | Partido Socialista Obrero Español (PSOE)                      |
| 1983-1987 | Julián Simón Romanillos                                          | Partido Socialista Obrero Español (PSOE)                      |
| 1987-1991 | Julián Simón Romanillos                                          | Partido Socialista Obrero Español (PSOE)                      |
| 1991-1995 | Julián Simón Romanillos                                          | Partido Socialista Obrero Español (PSOE)                      |
| 1995-1999 | Agustín Carlos Marina Meneses                                    | Partido Popular (PP)                                          |
| 1999-2003 | Pablo Nieva Muga (1999-2002) Julián Simón Romanillos (2002-2003) | Partido Popular (PP) Partido Socialista Obrero Español (PSOE) |
| 2003-2007 | Fernando Campo Crespo                                            | Partido Socialista Obrero Español (PSOE)                      |
| 2007-2011 | Fernando Campo Crespo                                            | Partido Socialista Obrero Español (PSOE)                      |
| 2011-2015 | Fernando Campo Crespo                                            | Partido Socialista Obrero Español (PSOE)                      |
| 2015-2019 | Aitana Hernando Ruiz                                             | Partido Socialista Obrero Español (PSOE)                      |
| 2019-2023 | Aitana Hernando Ruiz                                             | Partido Socialista Obrero Español (PSOE)                      |
| 2023-act. | Aitana Hernando Ruiz                                             | Partido Socialista Obrero Español (PSOE)                      |

## Resultados electorales
| Partido político                          | 2023        | 2023        | 2023        | 2019  | 2019  | 2019       | 2015  | 2015  | 2015       | 2011  | 2011  | 2011       | 2007  | 2007  | 2007       | 2003  | 2003  | 2003       |
| Partido político                          | %           | Votos       | Concejales  | %     | Votos | Concejales | %     | Votos | Concejales | %     | Votos | Concejales | %     | Votos | Concejales | %     | Votos | Concejales |
| Partido Socialista Obrero Español (PSOE)  | 37,02       | 5065        | 9           | 49,12 | 8188  | 11         | 40,35 | 5915  | 10         | 40,02 | 6958  | 9          | 43,50 | 7318  | 10         | 42,87 | 8211  | 10         |
| Partido Popular (PP)                      | 31,24       | 4274        | 7           | 21,06 | 3510  | 5          | 30,17 | 4423  | 7          | 43,77 | 7609  | 10         | 38,59 | 6492  | 9          | 37,46 | 7175  | 9          |
| Podemos                                   | 16,38       | 2242        | 4           | 7,62  | 1270  | 1          | 7,65  | 1121  | 1          | —     | —     | —          | —     | —     | —          | —     | —     | —          |
| Vox                                       | 6,81        | 933         | 1           | —     | —     | —          | —     | —     | —          | —     | —     | —          | —     | —     | —          | —     | —     | —          |
| Ciudadanos (CS)                           | 2,99        | 410         | 0           | 9,89  | 1649  | 2          | 0,01  | 1     | 0          | —     | —     | —          | —     | —     | —          | —     | —     | —          |
| Izquierda Unida (IU)                      | Con Podemos | Con Podemos | Con Podemos | 8,26  | 1377  | 2          | 9,80  | 1437  | 2          | 9,71  | 1688  | 2          | 11,19 | 1883  | 2          | 8,04  | 1539  | 1          |
| Ganemos                                   | —           | —           | —           | 2,64  | 441   | 0          | 6,16  | 903   | 1          | —     | —     | —          | —     | —     | —          | —     | —     | —          |
| Iniciativa Ciudadana Democrática (InCiDe) | —           | —           | —           | —     | —     | —          | —     | —     | —          | —     | —     | —          | —     | —     | —          | 5,62  | 1077  | 1          |

## Concejalías
La estructura de concejalías tras las elecciones municipales de 2019 quedó de la siguiente forma:
- Cultura, Educación y Juventud
- Hacienda, Patrimonio, Contratación y Personal
- Igualdad, Memoria Histórica, Barrios y Pedanías
- Turismo y Promoción Económica
- Deportes
- Obras y Servicios
- Fiestas, Ferias, Comercio y Consumo
- Medio Ambiente
- Servicios Sociales y Seguridad Ciudadana
- Urbanismo y Licencias

## Empresas municipales
El Ayuntamiento de Miranda de Ebro posee una empresa municipal, Viranda, encargada de la promoción y gestión de actividades urbanísticas así como comprar, vender o permutar suelo en el término municipal, así como promocionar el mismo conforme a los usos permitidos en el planeamiento urbanístico entre otros fines.

## Gobierno 2019-2023
Actualmente, la alcaldesa de Miranda de Ebro es Aitana Hernando, del Partido Socialista, quien ocupa el cargo desde junio de 2015. Los partidos políticos más relevantes en el ámbito local, además del PSOE, son el Partido Popular, cuyo actual portavoz en el pleno es Jorge Castro Urbiola, Ciudadanos con Sergio González Villanueva, Izquierda Unida con Guillermo Ubieto López, Podemos con Cristina Ferreras Pineda. Sin representación en el Ayuntamiento desde 2019 también se encuentra la coalición electoral Ganemos Miranda con José Ignacio Redondo Montoya. A lo largo de su historia, los partidos políticos más influyentes han sido los del ala izquierda ideológica, sobre todo, el PSOE.
La Junta de Gobierno, presidida por la alcaldesa, está compuesta actualmente por los 11 concejales del PSOE. La corporación municipal está formada por 21 miembros, 11 del PSOE, 5 del PP, 2 de Ciudadanos, 2 de Izquierda Unida y 1 de Podemos. 
| Grupo | Grupo                                    | Líder                      | Escaños | Situación |
| ----- | ---------------------------------------- | -------------------------- | ------- | --------- |
|       | Partido Socialista Obrero Español (PSOE) | Aitana Hernando            | 11      | Gobierno  |
|       | Partido Popular (PP)                     | Jorge Castro Urbiola       | 5       | Oposición |
|       | Ciudadanos (CS)                          | Sergio González Villanueva | 2       | Oposición |
|       | Izquierda Unida (IU)                     | Guillermo Ubieto López     | 2       | Oposición |
|       | Podemos                                  | Cristina Ferreras Pineda   | 1       | Oposición |

## Evolución de la deuda viva municipal
El concepto de deuda viva contempla sólo las deudas con cajas y bancos relativas a créditos financieros, valores de renta fija y préstamos o créditos transferidos a terceros, excluyéndose, por tanto, la deuda comercial.
A día 31 de marzo de 2016 el endeudamiento en el que ha incurrido el ayuntamiento de Miranda de Ebro asciende a 18 889 547 euros, según las cifras publicadas por el propio organismo municipal. Esta deuda suponía el 50,45 % del presupuesto municipal, que ascendió en 2016 a 37 443 867 €. En diciembre de 2019, esta deuda se había reducido a 13 094 000 €, menos de la tercera parte de un presupuesto de 40,9 millones.
| Gráfica de evolución de la deuda viva del Ayuntamiento entre 2008 y 2023                                  |
| |
| Deuda viva del Ayuntamiento de Miranda de Ebro, en miles de euros, según datos del Ministerio de Hacienda |